# Thimister-Clermont
Thimister-Clermont (Timister-Clairmont en való) és un municipi belga de la província de Lieja a la regió valona, regat pel riu Berwijn. L'1 de setembre de 2012 tenia 5547 habitants.
El municipi és el resultat de la fusió, el 1977, de 5 nuclis i municipis: Clermont-sur-Berwinne, Elsaute, Froidthier, La Minerie i Thimister tots al país d'Herve, regió coneguda pel seu formatge amb denominació d'origen, la sidra i el xarop de pomes i peres.

## Història

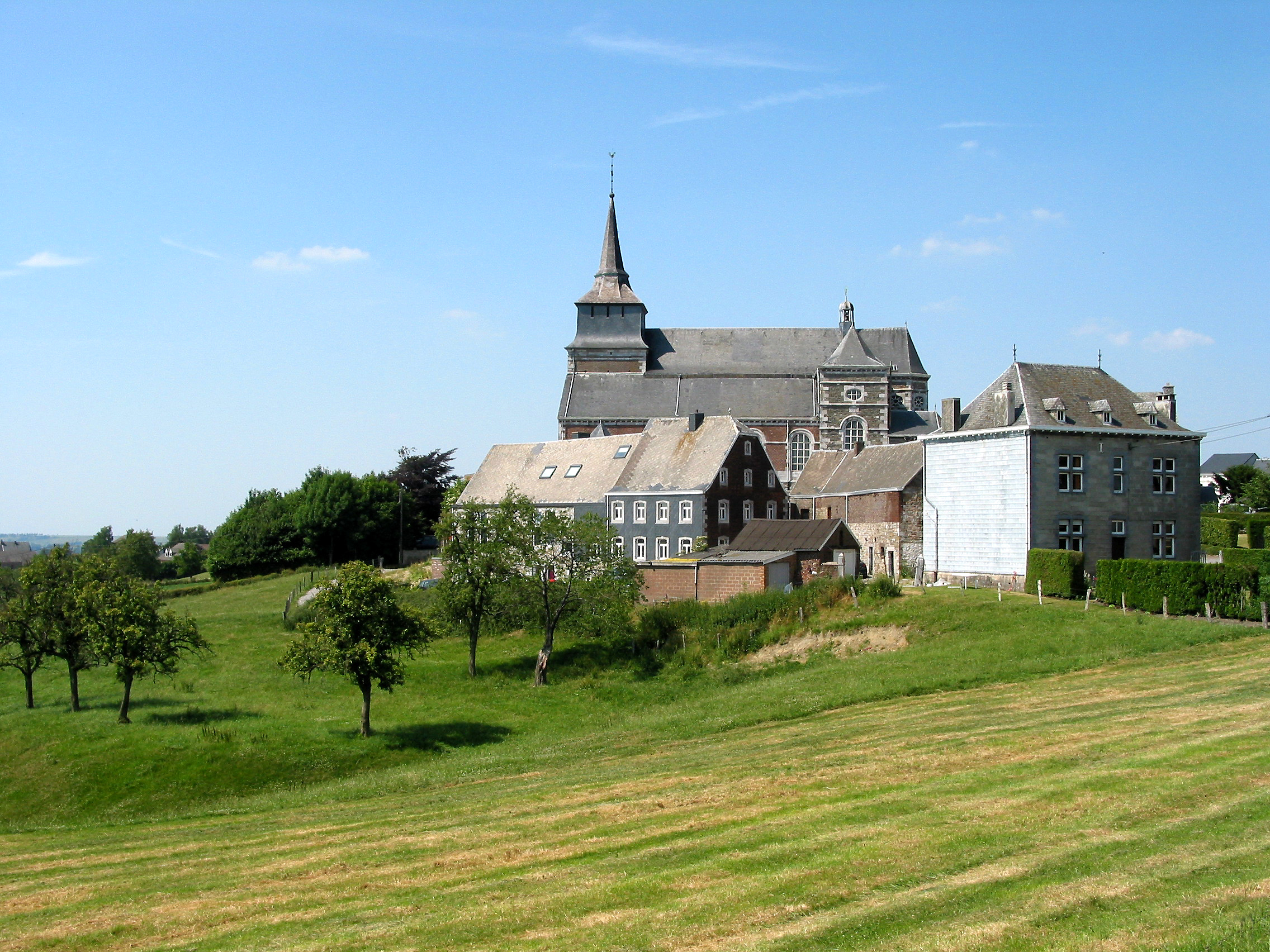
Panorama de Clermont-sur-Berwinne

El primer esment escrit de Clermont data d'una carta del príncep-bisbe Joan d'Eppes que va reconèixer-lo com a parròquia dependent de l'església d'Herve. Fins a la fin de l'antic Règim, els cinc nuclis feien part del jutjat d'Herve dins del ducat de Limburg, i des del 1288 dels països enllà del Mosa del ducat de Brabant. El 1411, Clermont va obtenir l'estatut de senyoria. L'administració revolucionària francesa va afegir els nuclis al districte d'Aubel al departament de l'Ourte. El 1815 van integrar-se al Regne Unit dels Països Baixos i el 1830 a Bèlgica. A prop de la frontera Alemanya, a les dues guerres mundials els pobles van sofrir molt. Una part de Clermont, considerada com a germana, va ser annexionat a Alemanya durant la segona guerra mundial.

## Economia

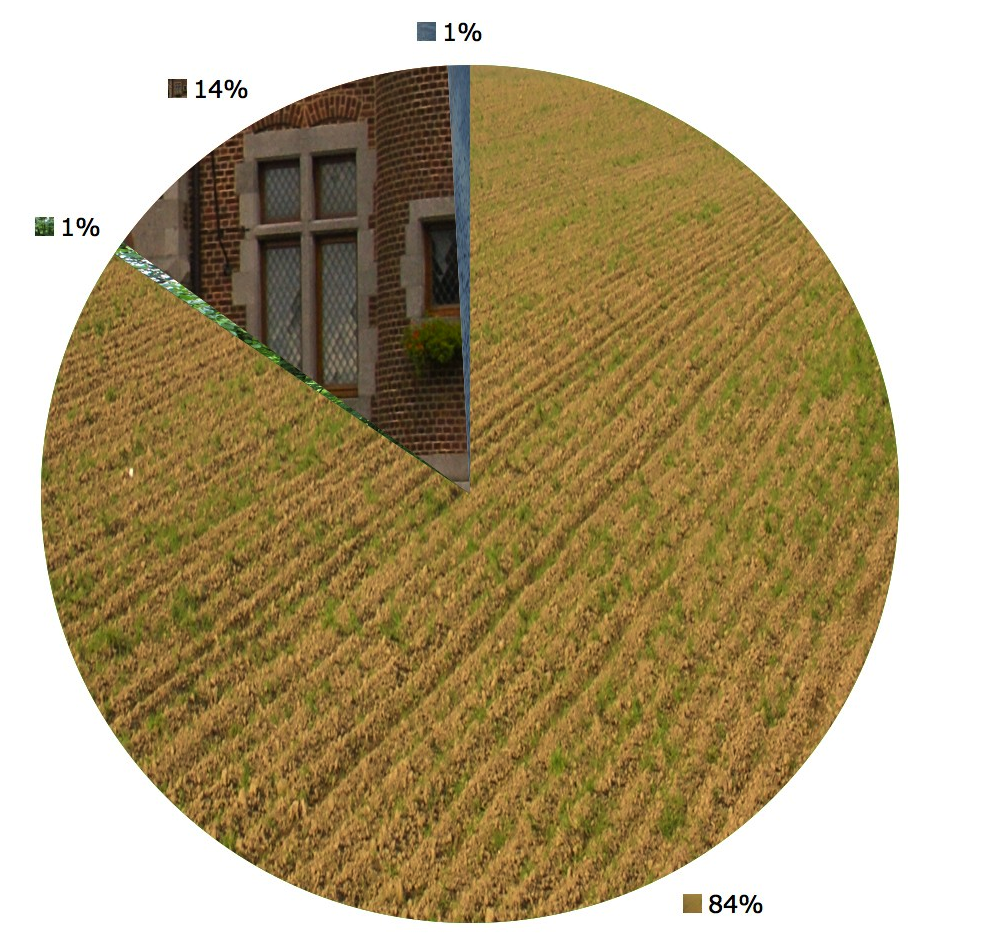
Utilització del terra: 84% agricultura, 14% construccions, 1% bosc, 1% diversos

Avui com antany, l'activitat principal del municipi sempre va ser l'agricultura. La construcció de la línia ferroviària 38 al segle xix va promoure una certa industrialització, sota la influència de la ciutat de Verviers, un centre tèxtil molt important al segle xix, unes filatures van establir-s'hi. Vers la fi del segle xx, un polígon industrial nou va crear-se al lloc dit Les Plénesses al costat de l'autopista E40.

## Nuclis
- Clermont-sur-Berwinne
- Elsaute
- Froidthier
- La Minerie
- Thimister

## Llocs d'interès
El municipi té un encant cert de paisatges i de pobles històrics, ben conservats, agradables per a caminar i pel turisme verd.
- La plaça de la Halle i la casa de la vila de Clermont
- La casa noble Maison Pirenne a Clermont
- El Castell de Crawhez
- El Castell de l'Aguesse
- El Castell de Clermont
- La Masia Castral de les Couves
- Moltes masos i masies en estil Renaixement mosà
- L'església de Jaume el Major
- L'església de Thimister, dedicada a d'Antoni Abat, dit l'Ermita
- La línia 38, antiga línia ferroviària, transformat en via de vianants lents entre Chênée i Plombières de la xarxa Ravel
- la fàbrica de sidra Ruwet
- el museu de la memòria 1939-1945 Remember Museum 39-45, dedicat als veterans de la primera divisió de l'exèrcit americà, que va alliberar el poble a la Segona Guerra Mundial.

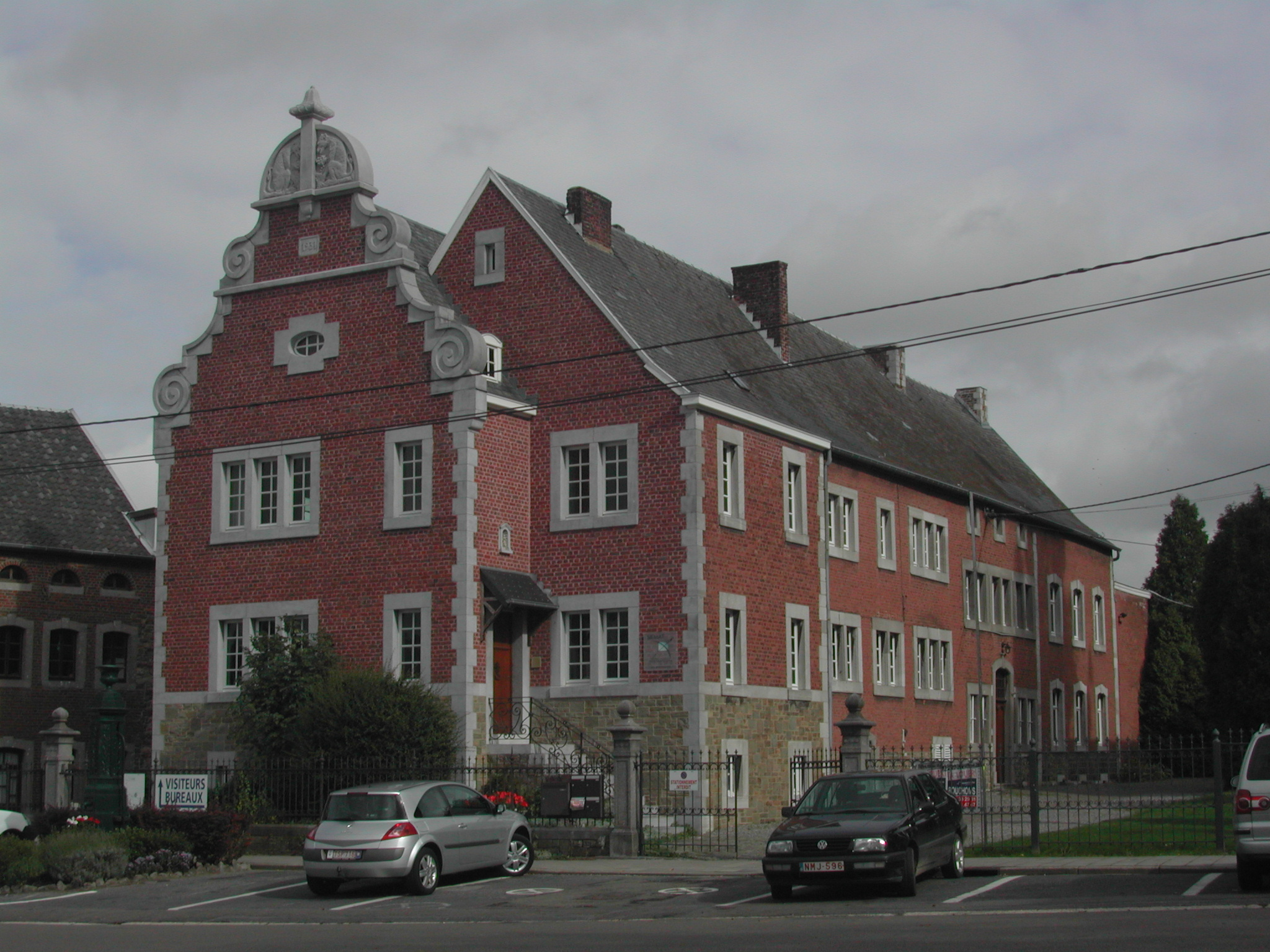
Thimister: Fàbrica de sidra “Ruwet”
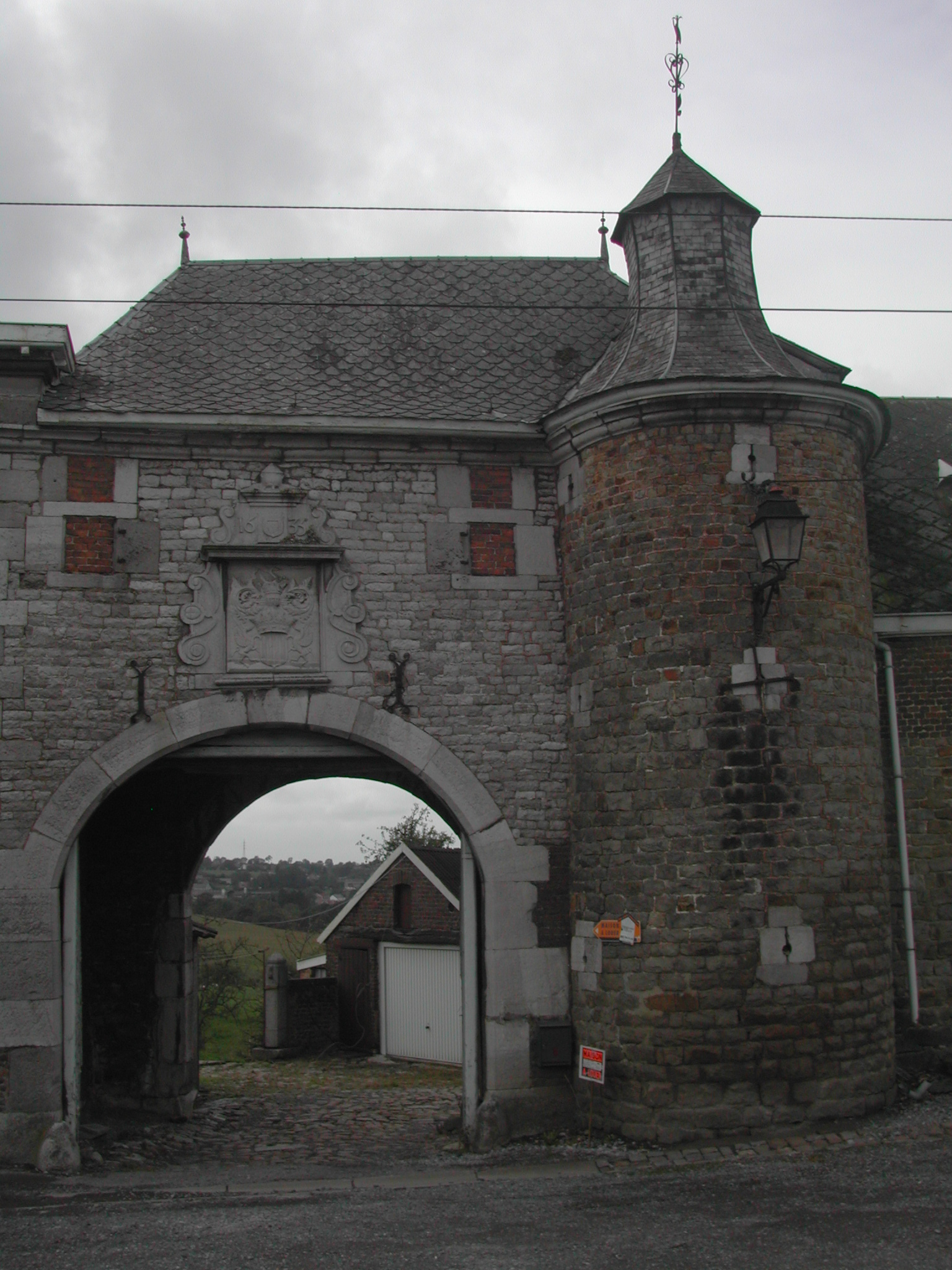
Clermont: Porta del castell amb data de 1635 i l'escut de dues famílies nobles de Clermont: els Scheiffard de Mérode i els Welkenhuysen
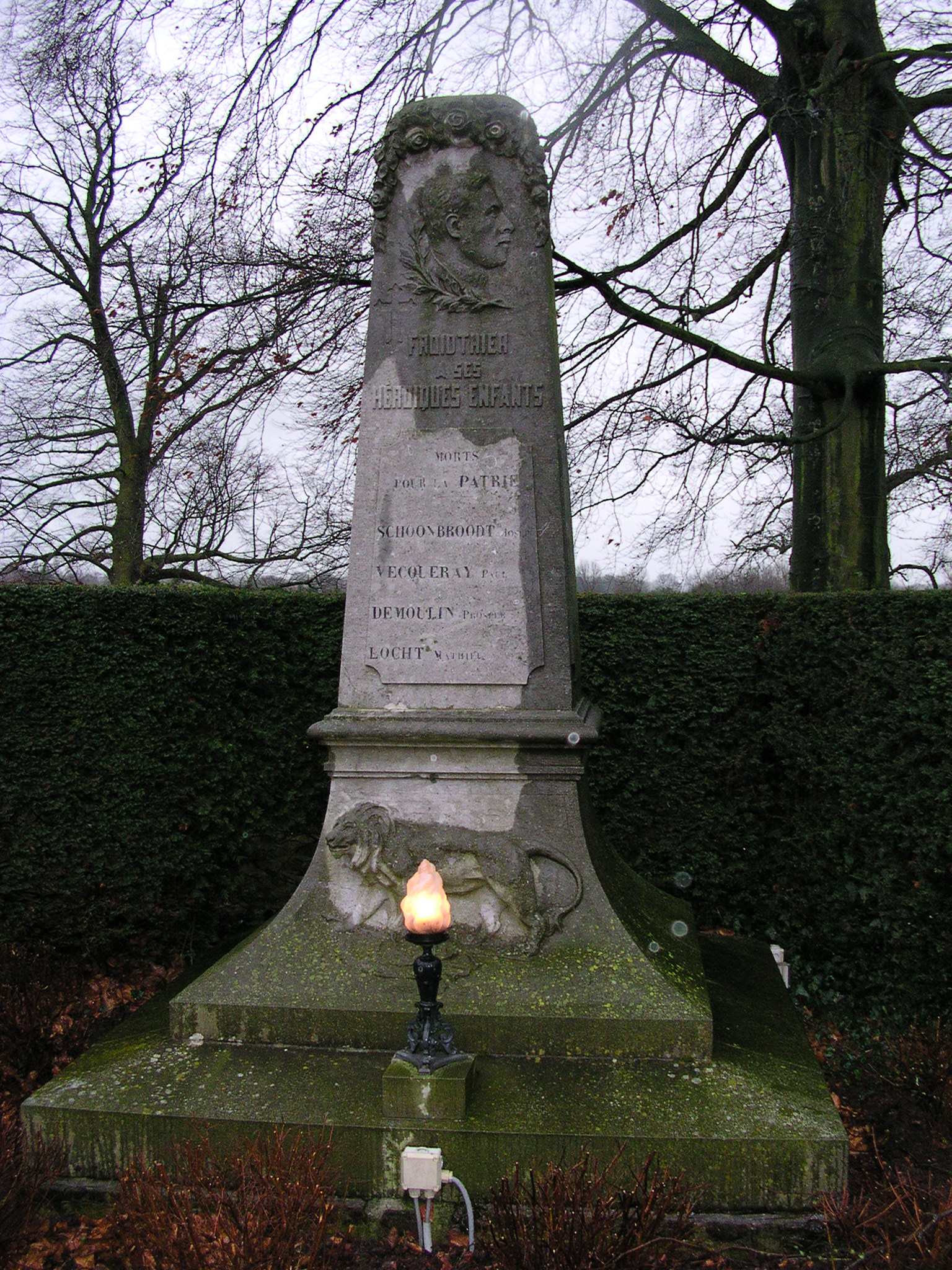
Froidthier: monument als caiguts a la primera guerra mundial
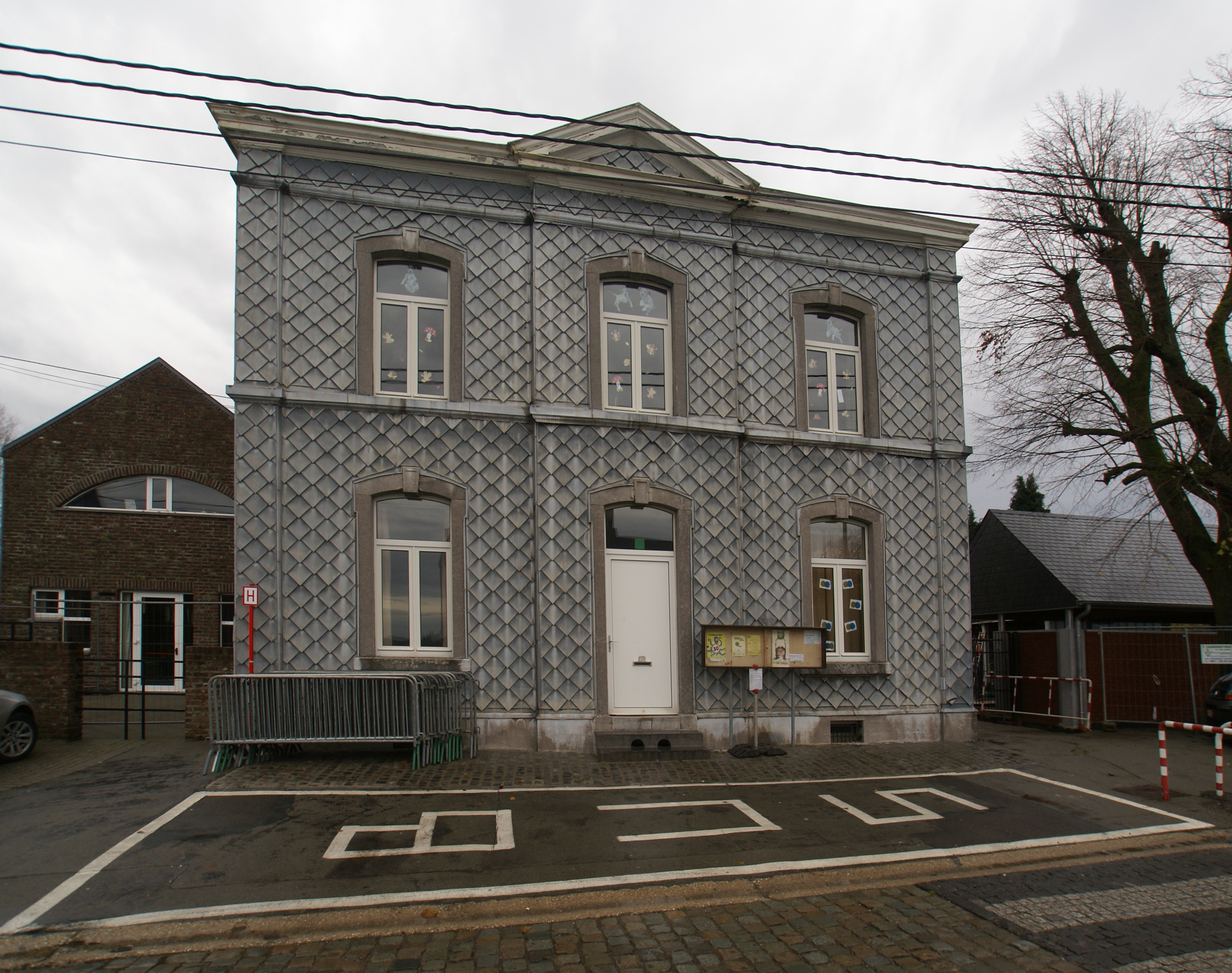
Clermont: Escola municipal

1. ↑  «Registre de la població de Bèlgica». Arxivat de l'original el 2009-10-07. [Consulta: 27 gener 2010].